# Martine Rebetez

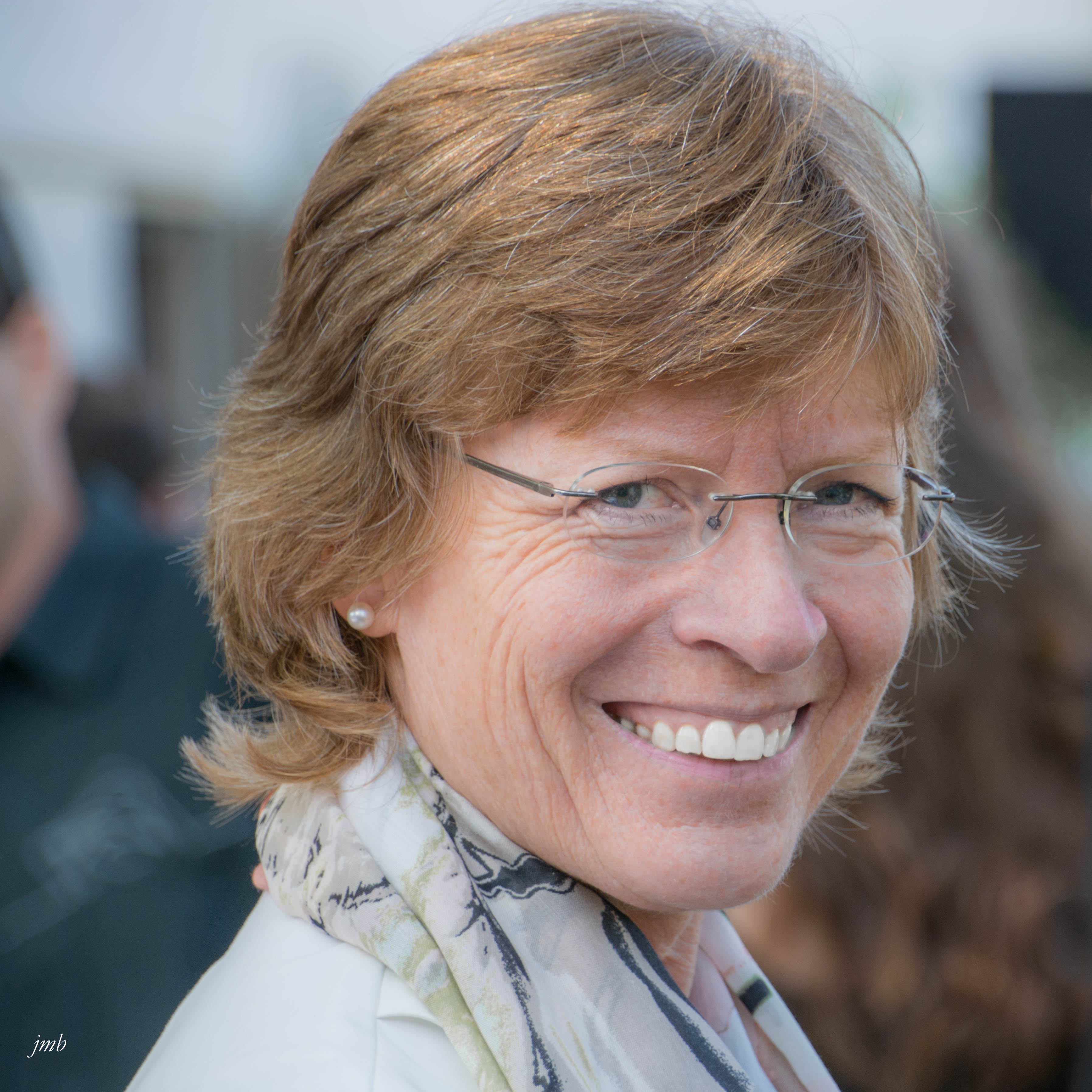
Privatsammlung

Martine Rebetez (* 1961) ist eine Schweizer Klimaforscherin. Sie ist Professorin an der Universität Neuenburg.

## Leben
Rebetez studierte an den Universitäten Lausanne, Zürich und Salford von 1979 bis 1985 Geografie und Klimatologie. Sie promovierte von 1987 bis 1992 an der Universität Lausanne und war in der Folge u. a. an der Universität Freiburg und Universität Neuenburg beschäftigt. Seit 2006 ist sie Wissenschaftlerin an der Eidgenössischen Forschungsanstalt für Wald, Schnee und Landschaft (WSL) sowie seit 2017 als Professorin an der Universität Neuenburg.
Rebetez widmet sich in ihrer Freizeit dem Ski- und Volleyballsport.

## Wirken
Rebetez’ wissenschaftliche Arbeit befasst sich mit Klimaänderungen, insbesondere in der Schweiz, sowie mit den Konsequenzen der Klimaänderungen für die Wälder, den Alpentourismus und den Schnee. So leistete sie Beiträge zum Verständnis der Auswirkungen der globalen Erwärmung auf den Wintertourismus im Rahmen der Klimakrise. Sie konnte 2016 für die Schweiz eine Verkürzung der Ski- und Schlittensaison in den Alpen um mehr als einen Monat im Vergleich zu 1970 nachweisen; demnach gebe es extremeres Wetter, längere Trockenheitsperioden und grössere Niederschlagsereignisse.
Sie kommentierte 2019 das Anliegen der Klimaschutzbewegung Fridays For Future wohlwollend: «Laut Antoine de St-Exupéry erben wir das Land nicht von unseren Eltern, sondern leihen es uns von unseren Kindern. Heute bittet uns die neue Generation Rechenschaft darüber abzulegen, was wir mit dem Land gemacht haben, das wir uns von ihnen ausborgen.»
Rebetez befasst sich auch mit der Wahrnehmung des Klimawandels durch den Menschen. Für mediale Beachtung sorgte dabei Rebetez’ Untersuchung der veränderten Wahrnehmung weisser Weihnacht im Zeitverlauf; so konnte sie anhand eines Vergleichs von Weihnachtspostkarten aufzeigen, dass erst ab etwa 1860 die Idealvorstellung eines schneereichen Weihnachtsfestes weltweit um sich griff.
Sie ist Doktorinmutter der Politikerin Valentine Python.

## Veröffentlichungen (Auswahl)
- M. Rebetez: Public expectation as an element of human perception of climate change. In: Climatic Change. Band 32, Nr. 4, 1996, S. 495–509, doi:10.1007/BF00140358
- M. Rebetez, H. Mayer, O. Dupont, D. Schindler, K. Gartner, J. P. Kropp, A. Menzel: Heat and drought 2003 in Europe: a climate synthesis. n: Annals of Forest Science. Band 63, Nr. 6, 2006, S. 569–577, doi:10.1051/forest:2006043
- M. Rebetez, O. Dupont, M. Giroud: An analysis of the July 2006 heatwave extent in Europe compared to the record year of 2003. In: Theoretical and Applied Climatology. Band 95, Nr. 1–2, 2009, S. 1–7, doi:10.1007/s00704-007-0370-9